# Maharishi Vedic City (Iowa)
Maharishi Vedic City es una ciudad ubicada en el condado de Jefferson en el estado estadounidense de Iowa. En el Censo de 2010 tenía una población de 259 habitantes y una densidad poblacional de 29,77 personas por km².

## Geografía
Maharishi Vedic City se encuentra ubicada en las coordenadas 41°3′16″N 92°0′50″O / 41.05444, -92.01389. Según la Oficina del Censo de los Estados Unidos, Maharishi Vedic City tiene una superficie total de 8.7 km², de la cual 8.7 km² corresponden a tierra firme y (0%) 0 km² es agua.

## Demografía
Según el censo de 2010, había 259 personas residiendo en Maharishi Vedic City. La densidad de población era de 29,77 hab./km². De los 259 habitantes, Maharishi Vedic City estaba compuesto por el 94.98% blancos, el 2.32% eran afroamericanos, el 0% eran amerindios, el 1.54% eran asiáticos, el 0% eran isleños del Pacífico, el 0% eran de otras razas y el 1.16% pertenecían a dos o más razas. Del total de la población el 1.93% eran hispanos o latinos de cualquier raza.